# Father of the Year
Father of the Year is een Amerikaanse filmkomedie uit 2018 die geregisseerd werd door Tyler Spindel. De hoofdrollen worden vertolkt door David Spade, Joey Bragg, Nat Faxon en Bridgit Mendler.

## Verhaal
Ben is afgestudeerd en staat op het punt te verhuizen naar New York, waar hij een baan heeft gekregen. Voor hij vertrekt brengt hij een bezoekje aan Wayne, zijn dronken en aan lager wal geraakte vader. Ben en zijn vriend Larry hebben vervolgens een discussie over wiens vader zou winnen in een gevecht. Larry's vader Mardy is als saaie wetenschapper de tegenpool van de onbezonnen Wayne.
Wayne neemt de banale discussie serieus en besluit zijn sterkte te demonstreren door Mardy aan te vallen. In een poging om zijn vader tegen te houden, breken Ben en Wayne een tuinhuis van de buurvrouw af. Ze belanden in de cel, waardoor Ben uiteindelijk ook zijn baan verliest. Wayne probeert vervolgens om het goed te maken.

## Rolverdeling
| Acteur          | Personage     |
| --------------- | ------------- |
| David Spade     | Wayne         |
| Joey Bragg      | Ben           |
| Nat Faxon       | Mardy         |
| Matt Shively    | Larry         |
| Bridgit Mendler | Meredith      |
| Mary Gillis     | Ruth          |
| Jackie Sandler  | Krystal       |
| Peyton Russ     | Aiden         |
| Jared Sandler   | Nathan        |
| Kevin Nealon    | Peter Francis |
| Dean Winters    | Geoff         |

## Productie
Het Netflix-filmproject werd in mei 2017 aangekondigd als Who Do You Think Would Win?, met David Spade, Joey Bragg, Bridgit Mendler en Nat Faxon als hoofdrolspelers. Nadien werd de titel veranderd in Graduates en uiteindelijk in Father of the Year. De opnames vonden in juni 2017 plaats in Boston en Hudson (Massachusetts).
De release van de film was oorspronkelijk gepland voor 29 juni 2018. Uiteindelijk ging de film op 20 juli 2018 in première op Netflix.